# Octave Levenspiel
Octave Levenspiel  (* 6. Juli 1926 in Shanghai, China; † 5. März 2017 in Portland, Oregon) war ein amerikanischer Professor im Bereich Chemieingenieurwesen der Oregon State University. 
Er gilt als einer der Begründer der chemischen Reaktionstechnik, einem Zweig des Chemieingenieurwesens, der sich mit dem Studium der Reaktionskinetik für die Auslegung von Chemiereaktoren befasst.
Levenspiel wurde in Shanghai geboren, wo er eine deutsche Grundschule besuchte, eine englische Highschool und eine französische Universität. Er studierte an der Universität von Berkeley und an der Oregon State University, wo er 1952 einen Doktortitel erwarb. 
Er war der Erfinder der sogenannten „Levenspiel Fontäne“ (siehe Weblink), einer speziellen Art von Diffusionsmaschine. 
Levenspiel erhielt zahlreiche Ehrungen und Auszeichnungen, u. a. den R.-H.-Wilhelm-Preis des AIChE, den W.-K.-Lewis-Preis des AIChE, den Founders-Preis mit Goldmedaille des AIChE, den ChE-Lectureship-Preis der ASEE, den P.-V.-Danckwerts-Preis des IChE, Ehrendoktorwürden in Frankreich, Serbien und der Colorado School of Mines, die Aufnahme in die National Academy of Engineering (2000) und den Amundson-Preis der (ISCRE/NASCRE). 

## Bücher
- Chemical Reaction Engineering. Wiley; 3 Sub edition, 1998, ISBN 047125424X
- The Chemical Reactor Omnibook. Oregon St Univ Bookstores, 1993, ISBN 0882461605
- Fluidization Engineering (Co-Autor). Butterworth-Heinemann Ltd, 1991, ISBN 0409902330
- Engineering Flow and Heat Exchange. Plenum Pub Corp, 1984, ISBN 0306415992
- Understanding Engineering Thermo. Prentice Hall PTR, 1996, ISBN 0135312035